# Calle de Lombía
La calle de Lombía es una vía pública de la ciudad española de Madrid, situada en el barrio de Goya, distrito de Salamanca.

## Descripción
La vía discurre desde la calle de Alcalá, donde conecta con la de Montesa, hasta el punto de la de Jorge Juan en el que entronca con la de Máiquez. Honra con el título al actor, autor y empresario teatral zaragozano Juan Lombía (1806-1851). Aparece descrita en Las calles de Madrid (1889) de Hilario Peñasco de la Puente y Carlos Cambronero con las siguientes palabras:

Lombia. Esta calle va desde la prolongación de la de Alcalá á la de Goya. Es de apertura moderna. Nació en Zaragoza en 1806. Sus primeros años los pasó dedicado al oficio de ebanista; pero deseando remontarse á otras esferas, dedicóse á estudiar, y en 1829 se contrató como actor en el teatro de la Cruz, adquiriendo merecidos laureles. Tradujo algunas obras dramáticas, que se conservan aún hoy como de repertorio: El avaro, El pilluelo de Madrid, El trapero de Madrid, etc.
(Peñasco de la Puente y Cambronero, 1889, pp. 299-300)